# P/2011 U2 (Bressi)
P/2011 U2 (Bressi) — одна з короткоперіодичних комет родини Юпітера. Комета була відкрита 24 жовтня 2011 року, коли мала 19.4m.